# Bishnupriya
Het Bishnupriya, of voluit Bishnupriya Manipuri, is een Indo-Arische taal die door 120.000 mensen in het noordoosten van India en in Bangladesh wordt gesproken.

## Naam en herkomst
De naam Bishnupriya hangt samen met die van de stad Bishnupur in de deelstaat Manipur in India. Mensen die Bishnupriya, een Indo-Europese taal, spraken woonden hier eeuwenlang samen met mensen die Meitei, een Sino-Tibetaanse taal als moedertaal hadden.
Zeker 4000 stamwoorden uit het Bishnupriya zijn aan het Meiteit ontleend. Weggevlucht voor (burger-)oorlogen in de 18e en 19e eeuw zijn de Bishnupriya-sprekers nu vooral te vinden in de naburige deelstaten Assam en Tripura en in Bangladesh. In Manipur zelf is Bishnupriya vrijwel uitgestorven.
Mensen die hechten aan historisch besef pleiten sterk voor het gebruik van de volledige naam Bishnupriya Manipuri, ook in reactie op de neiging om Meitei als enige taal van Manipur ('Manipuri) te beschouwen.
Sprekers van de taal gebruiken ook wel de naam Imar Thar: "Moedertaal".
Anderen hebben in het verleden wel de benaming Mayang gebruikt, maar dit is een woord uit het Meitei met de betekenis "mensen uit andere delen van Noord-India, buiten Manipur".

## Classificatie
Het Bishnupriya behoort samen met tot de Bengali, Assamees en Oriya tot de familie van de Bengaals-Assamese talen. Het is een agglutinerende taal: van een stamwoord kunnen met voor- en achtervoegsels honderden woorden worden afgeleid.

## Dialecten
Bishnupriya kent zelf weer twee dialecten: Madai Gang en Rajar Gang, respectievelijk te vertalen als "Koninginnedorps" en "Koningsdorps".
Een ander woord voor Madai Gang is Leimanai, van leima (koningin) + nai (bediende), dus: "Koninginnehoftaal". Een ander woord voor Rajar Gang is "Ningthaunai", van ningthau (koning) + nai (bediende), dus: "Koningshoftaal". Deze dialecten zijn geen streektalen: ze komen verspreid naast elkaar voor.